# This Delicate Film We've Made
This Delicate Film We've Made é o primeiro vídeo álbum do cantor australiano Darren Hayes. É um filme musical de longa-metragem, em animação 3D. Foi lançado originalmente em 3 de Fevereiro de 2009, somente no Reino Unido, em DVD simples.
O filme é a realização visual de "This Delicate Thing We've Made", terceiro álbum solo de Hayes. Parte das faixas do álbum foram animadas em forma de videoclipe, ou filme curta-metragem, de modo a criarem uma narrativa ficcional. O filme foi produzido por Richard Cullen com a colaboração do ilustrador Damian Hale, ambos da Pixelfing, produtora britânica. O filme não possui falas ou efeitos sonoros, porém possui músicas.

## Lançamento
O filme foi idealizado por Darren Hayes, como parte de seu projeto solo musical, ao qual deu início em 2006, com a abertura do selo independente Powdered Sugar e o posterior lançamento do álbum duplo This Delicate Thing We've Made. A ideia principal do filme é criar uma interação entre música e imagem que vá além da proposta do videoclipe, mas configurar uma sinergia tal que a música possa ser sinestesicamente "ouvida com os olhos" e as imagens "lidas com os ouvidos", conforme indicado no trailer do filme.

### Conceito
Parte do trabalho do projeto era fazer com que cada animação fizesse sentido em si própria, mas que ganhasse um nível extra de complexidade narrativa e emocional quando considerada como parte de um conjunto. Grande parte da solução encontrada por Cullen para isto foi interpretar cada música individualmente, mas desenhá-las dentro de um limite de temas visuais (a lua, o sol e as estrelas, por exemplo), que perpassa todo o filme, criando um universo ficcional próprio deste, ou sua diegese.

### Produção
O processo de criação das animações levou 18 meses, entre a elaboração dos roteiros por Darren e Richard, e a produção das animações por ele e Hale. O DVD foi finalizado no segundo semestre de 2008 e lançado em uma edição deluxe limitada pelo site do cantor em dezembro do mesmo ano, chegando às lojas do Reino Unido e da Austrália em fevereiro de 2009.

### Lançamento
O filme teve uma única sessão de exibição em novembro de 2008, no Soho Hotel em Londres, com a presença de Hayes. A premiere foi particular, apenas para um pequeno grupo de inscritos e a imprensa local.
This Delicate Film We've Made atingiu o 7º lugar da parada britânica de DVDs musicais na semana de seu lançamento, sendo lançado posteriormente por meio de download digital.

## Sinopse

### "A Fear of Falling Under"
O filme abre com a animação para a primeira faixa do álbum This Delicate Thing We've Made.
Provavelmente inspirado no título da canção (em português: "O medo de cair fundo"), o video mostra imagens de radar do relevo do fundo do mar, onde enterrados no solo encontram-se objetos que, posteriormente, aparecerão um a um nas animações seguintes.

### "Who Would Have Thought"
O primeiro curta do filme. Mostra a história de um pássaro em origami que se encontra preso em uma gaiola no interior de uma casa. Com os ventos de uma tempestade, a janela da casa se abre e a gaiola é derrubada, abrindo sua portinhola e liberando o pássaro, que sai em um breve voo de liberdade, sob a chuva.

### "Waking the Monster"
Inspirado em conceitos matemáticos e físicos, o vídeo traça uma linha dentro de um sistema de objetos, ligando elementos que passam pela ciência, a filosofia, a psicologia, a astrologia e a arte.

### "How to Build a Time Machine"
A música que carrega todo o conceito do álbum This Delicate Thing We've Made, fala sobre uma viagem no tempo. No vídeo, fotos antigas de família viram fragmentos cósmicos que viajam pelo universo, sendo rearrajados em um novo elemento na narrativa.

### "Neverland"
A única animação do DVD que não é feita em desenho. Acompanhando a letra da música, é contada de forma lúdica uma história de violência familiar, sobre um pequeno garoto que transformava sua dor em fantasia. 
O video é dramatizado com fantoches, teatro de sombras e atores reais, além de efeitos de stop motion.

### "Step into the Light"
Feito em animação em 3D. Uma cápsula alienígena viaja pelo universo até chegar em um planeta desértico, onde explode, liberando vida por toda a parte.

### "Casey"
Gravado em sua maior parte com efeitos de croma key, o vídeo é inspirado em jogos de atari. Caído em coma, são as memórias de um garoto o que pode acordá-lo de seu sono. Um carro amarelo viaja por seu coração e mente para poder despertá-lo, recordando os momentos felizes de sua vida.

### "Setting Sun"
Animação em preto e branco. Uma megalópole que não para de crescer torna-se uma grande máquina de guerra, levando tudo à destruição. 
O video possui relação com algumas ideias do filósofo francês Paul Virilio.

### "Words"
Gravado em take único e câmera estática, o video mostra um doce truque de mágica realizado com as cartas de um baralho.

### "A Hundred Challenging Things a Boy Can Do"
Animação em 3D. Um grande observatório astronômico ao pôr-do-dol, onde no céu da noite começam a desenhar-se imagens nas contelações, revelando o triste relato de uma família separada pelas dificuldades.

### "Maybe"
Feito em desenho e rascunhos, o clipe mostra a história de um pequeno garoto órfão que persegue uma centelha pela floresta, na noite do enterro de seus pais.

### "A Conversation With God"
O video em 3D acompanha a letra da música, sobre alguém que está decepcionado com a vida e, em uma noite chuvosa, enquanto atravessa a ponte em seu carro, contempla acabar com seu tormento, lançando o carro ao fundo do mar, onde a história iniciou e se conclui.

## Extras
O DVD tem como conteúdo extra os videoclipes dos singles "On the Verge of Something Wonderful" e "Me, Myself and (I)" de Darren Hayes.
A versão deluxe limitada ainda contém uma animação extra, para a música "The Future Holds A Lion's Heart", feita em 3D. Ela vem ainda com um óculos 3D e um livreto com imagens dos vídeos.

## Prêmios e Indicações
- Em 2008, o videoclipe de "Who Would Have Thought" foi indicado ao BIMA Awards, premiação da British Interactive Media Association, na categoria "Filme e Animação".[6]

- Em 2009, o projeto gráfico da versão deluxe do DVD, de autoria da designer Jane Wallace, recebeu o prêmio de "Melhor Design Gráfico" no Desktop Create Awards, premiação australiana.[7]

## Ligações Externas
- DarrenHayes.com - Site oficial